# Hohenreichen

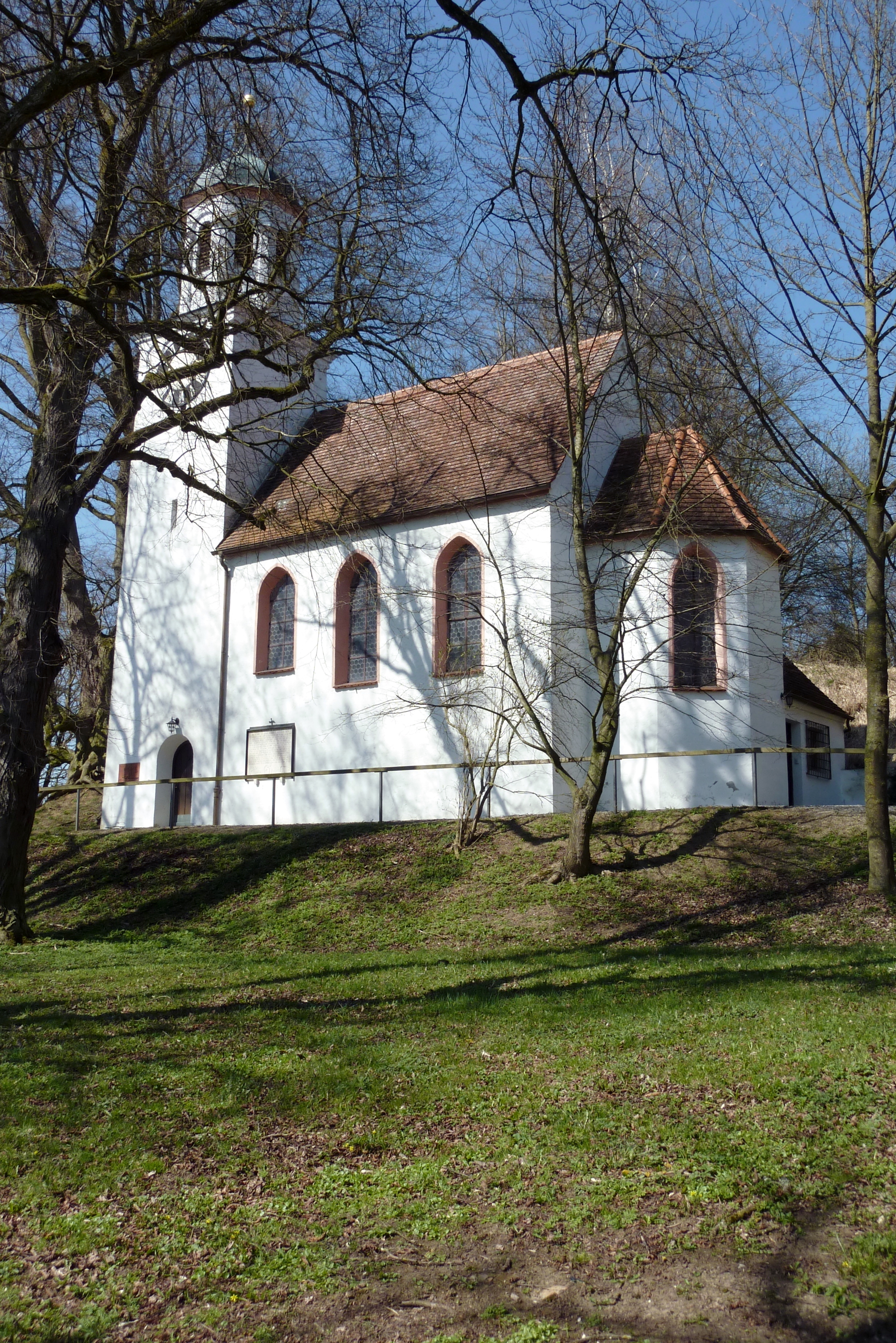
Kapelle St. Georg

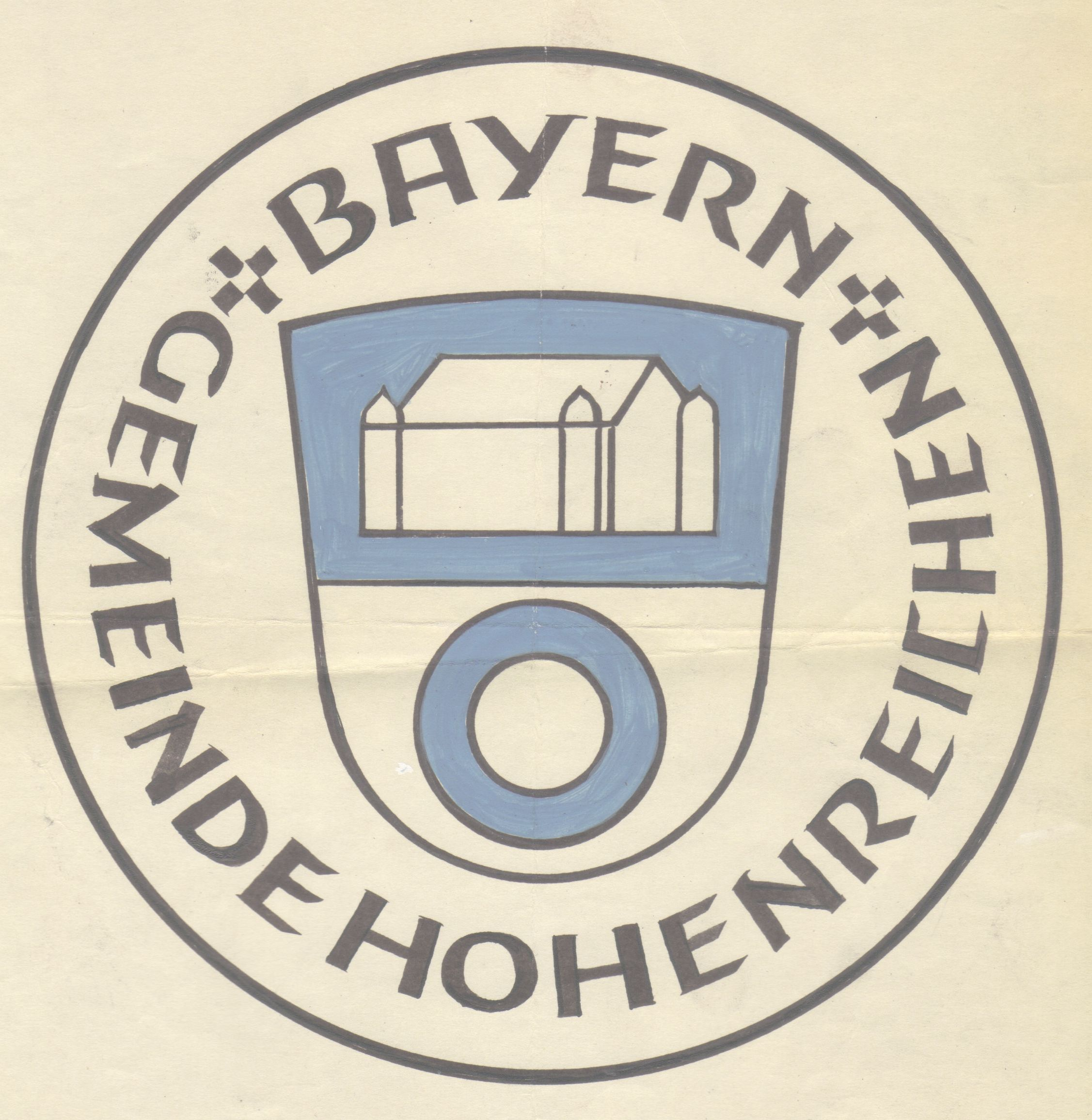
Wappen von Hohenreichen

Hohenreichen ist ein Stadtteil von Wertingen im schwäbischen Landkreis Dillingen an der Donau in Bayern. Hohenreichen wurde am 1. Juli 1972 nach Wertingen eingemeindet. Das Kirchdorf liegt vier Kilometer nordöstlich von Wertingen im Tal des Hohenreicher Mühlbachs.

## Geschichte
Eine Siedlung bestand womöglich schon in der Zeit des Fränkischen Reichs, zwischen dem 6. und dem 9. Jahrhundert. Hohenreichen wird erstmals 1093 als „Ricchin“ genannt.  Der Name wird auf den Hohenreicher Mühlbach zurückgeführt, der früher die Reiche Ach hieß, was ihn als besonders wasserreich auszeichnen sollte. Das Dorf hieß ursprünglich Kurzenreichen zur Unterscheidung von der Burg Hohenreichen und dem Ort Langenreichen. Die Nennung der Herren von Reichen ist 1093 erstmals überliefert, sie sind urkundlich bis 1154 fassbar. Burg und Dorf Hohenreichen fielen als Besitz der Hohenstaufen nach 1268 an das Herzogtum Bayern, jedoch übten die Marschälle von Reichen die Herrschaft aus. Sie veräußerten den Ort an die späteren Freiherren von Pappenheim, 1467/69 kam er zu den Churfürstlichen Freyen Reichsherrschaften Wertingen und Hohenreichen. Weitere Besitzungen im Ort besaßen das Domkapitel Augsburg, das Augsburger Kloster Maria Stern und das Kollegiatstift St. Moritz (Augsburg). Seit 1130 bestand die Burg Hohenreichen, die nach dem Umzug der Herrschaft nach Wertingen zerfallen war und 1779 abgerissen wurde. Bis heute erhalten ist die 1456 erbaute Burgkapelle St. Georg.
Von 1948 bis zur Eingemeindung der Gemeinde nach Wertingen im Jahr 1972 war Georg Ertl Bürgermeister von Hohenreichen, 1982 wurde er zum Ehrenbürger der Stadt Wertingen ernannt. 1962 erhielt die Gemeinde ein eigenes Wappen, geteilt von blau und silber; oben ist ein an den Ecken mit Türmen versehenes Schloss in Seitenansicht zu sehen, unten ein blauer Ring. 1965 wurde die Schule erbaut, in der heute eine Außenstelle der Hauptschule Wertingen mit zwei Klassen untergebracht ist.
Die römisch-katholischen Bewohner Hohenreichens gehören zur  Pfarrei St. Margareta in Bliensbach.